# Zona A (Cisiordania)

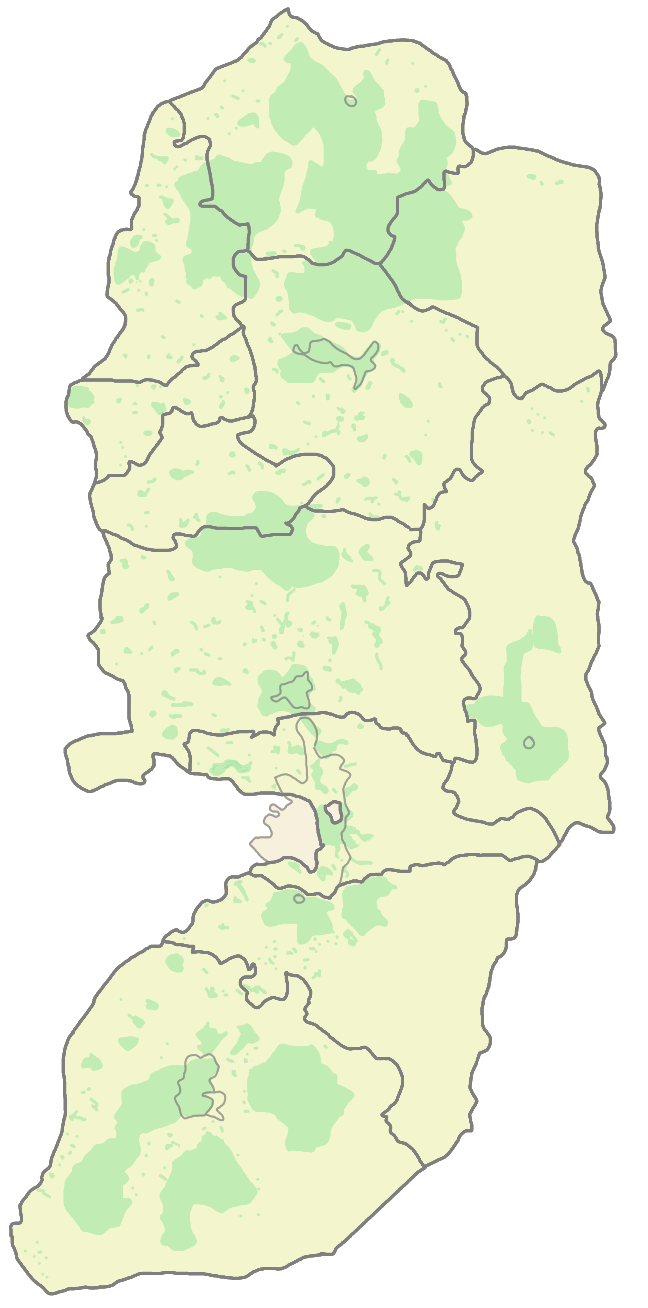
Suprafețele desemnate ca Zona A, reprezentate cu verde deschis pe harta Cisiordaniei.

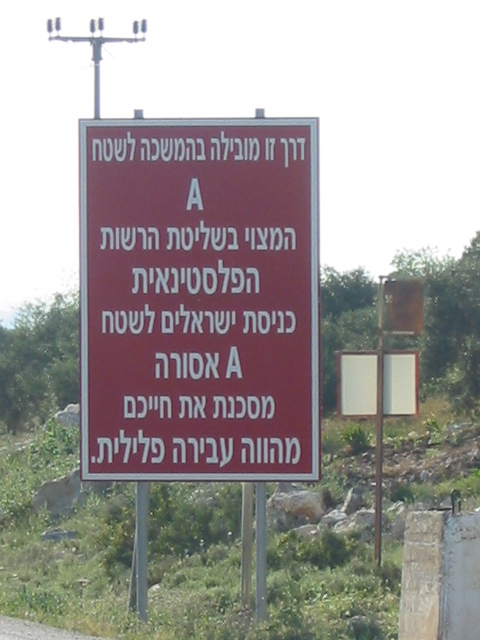
Indicator avertizându-i pe evrei că accesul în Zona A le este interzis.

Zona A (în ebraică A שטח) este un termen definit de acordurile de la Oslo care descrie și se referă la întreg teritoriul transferat de Israel sub controlul civil și de securitate al Autorității Naționale Palestiniene. Zona A reprezintă suprafețe discontinue totalizând circa 18% din Cisiordania, inclusiv toate orașele și o parte din satele palestiniene, și locuite în 2013 de aproximativ 55% din populația Cisiordaniei.

## Cronologie
În prezent, Zona A include opt orașe palestiniene și regiunile lor înconjurătoare (Nablus, Jenin, Tulkarem, Qalqilya, Ramallah, Betleem, Ierihon și 80% din Hebron), și nici o implantare israeliană.
În timpul primei faze a implementării acordurilor de la Oslo, în 1995, Zona A cuprindea 3% din Cisiordania excluzând Ierusalimul de Est. În 1997, orașul Hebron a fost împărțit în două zone prin Protocolul privind Hebronul: zona H1, reprezentând circa 80% din oraș, a fost plasată sub control civil și de securitate palestinian, în timp ce zona zona H2, reprezentând restul de 20%, a fost plasată sub control civil palestinian, respectiv militar și de securitate israelian. În H2, care este situată în zona centrală a orașului și cuprinde inclusiv centrul istoric, locuiesc aproximativ 40.000 de palestinieni (19% din populația Hebronului) și 850 de coloniști evrei. Alți 8.000 de evrei locuiesc în colonia Kiryat Arba de la periferia Hebronului.
Începând din octombrie 2000, de la începutul celei de-a doua Intifade, cetățenilor israelieni le este interzis complet accesul în Zona A, la ordinele comandamentului general al armatei israeliene. În practică, armata se limitează la a încerca să asigure respectarea interdicției doar de către evreii israelieni.Totuși, mulți evrei au ignorat in diverse perioade interdicția și intrau în Zona A pentru cumpărături, repararea autovehiculelor la service-urile locale sau pentru diverse servicii rutiere.
Armata israeliană a abolit în timpul operațiunii Pavăza din 2002 interdicția împotriva pătrunderii militare în Zona A și a ocupat din nou regiunea, într-un efort de a înnăbuși cea de-a doua Intifadă. De atunci, armata statului evreu intră în mod regulat în zonă, în special noaptea, pentru a întreprinde raiduri de arestare a unora din cei pe care îi suspectează de participarea la atentate. În mod obișnuit, astfel de raiduri sunt coordonate cu forțele de securitate palestiniene.
La sfârșitul celei de-a doua Intifade, în 2005, Israelul a predat din nou Autorității Palestiniene sectoarele pe care le mai ocupa în Zona A. Primul oraș din care armata israeliană s-a retras și în care a fost restabilit controlul civil și de securitate palestinian a fost Ierihon, urmat de Tulkarem și Jenin.